# Fako

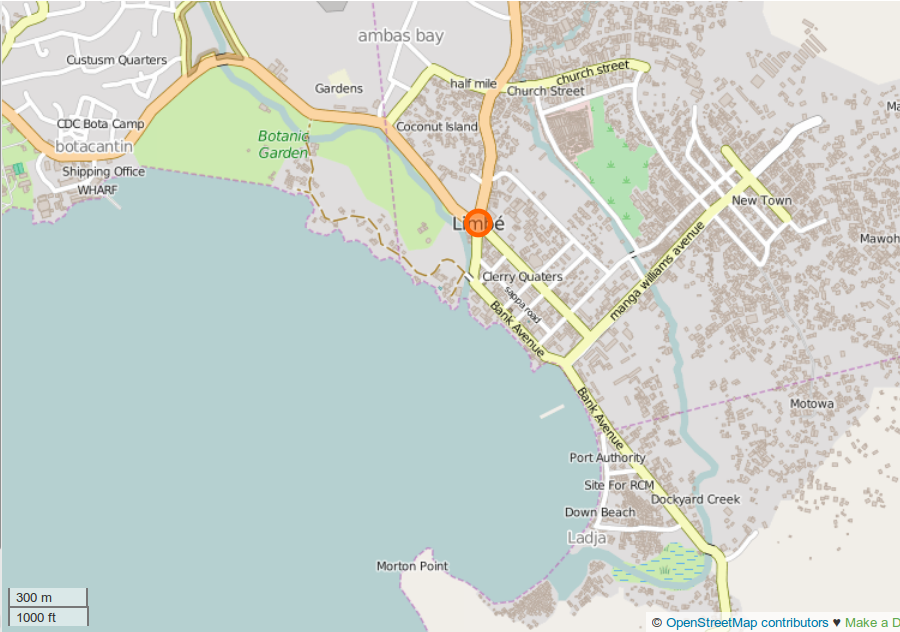
Plattegrond van Limbé

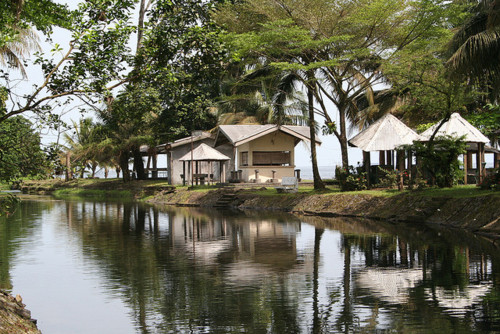
Limbé Beach

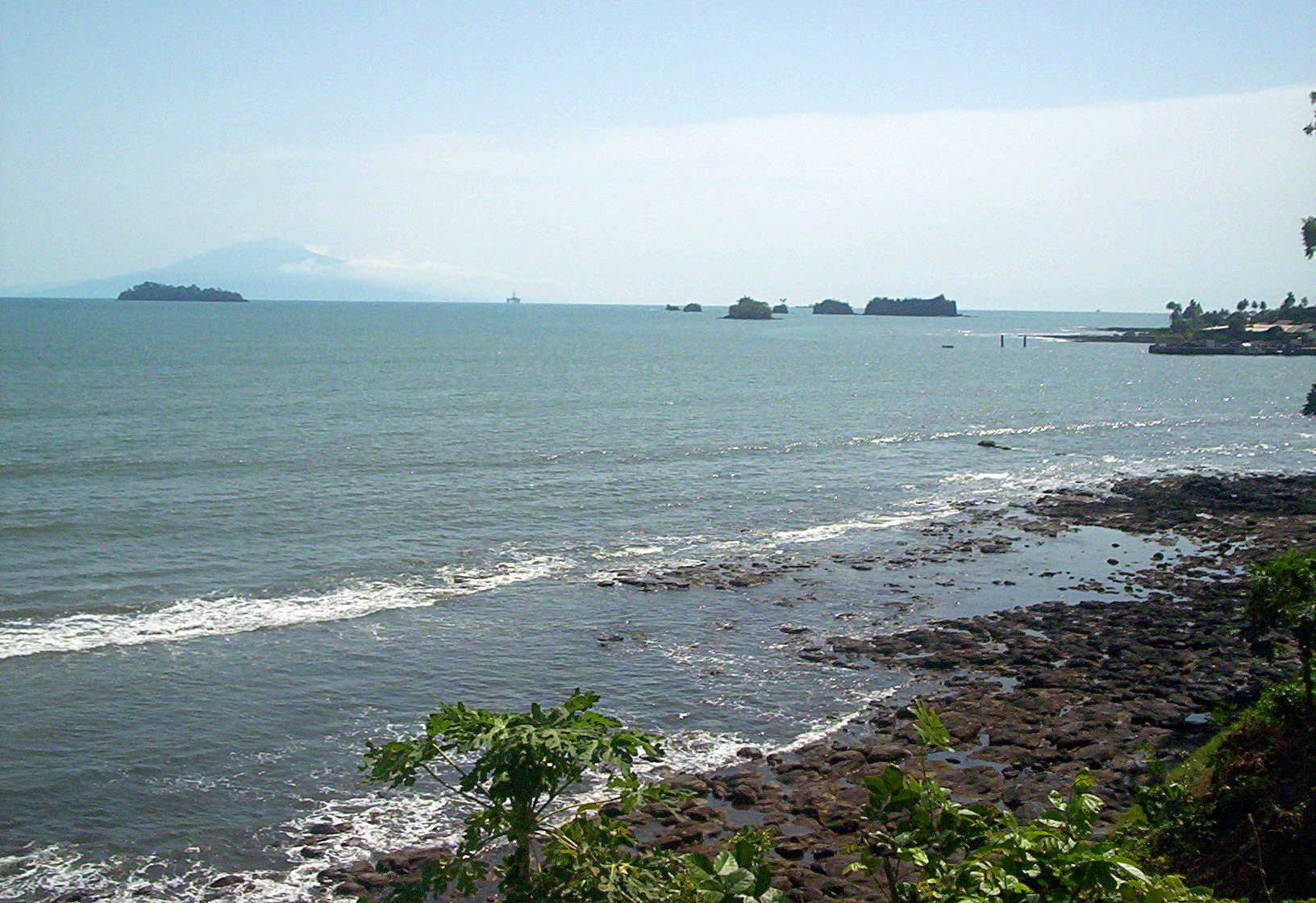
Kustlijn bij Limbé

Fako is een departement in Kameroen, gelegen in de regio Sud-Ouest. De hoofdplaats van het departement is de kuststad Limbé aan de Atlantische Oceaan (Baai van Biafra), ook gelegen aan de zuidflank van de Mount Cameroon. De regiohoofdstad Buéa bevindt zich ook in het departement Fako, maar is er niet de departementshoofdplaats van.
De totale oppervlakte van het departement bedraagt 2.093 km². Met 367.812 inwoners bij de census van 2001 leidt dit tot een bevolkingsdichtheid van 176 inw/km².

## Arrondissementen en gemeenten
Fako is onderverdeeld in zeven arrondissementen:
- Buéa
- Limbé Ier
- Limbé IIe
- Limbé IIIe
- Muyuka
- Tiko
- West Coast